# Candido Cannavò

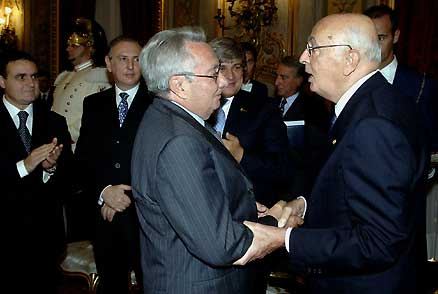
Candido Cannavò (l.) und Staatspräsident Giorgio Napolitano, 2006

Candido Cannavò [ˈkandido kannaˈvɔ] (* 29. November 1930 in Catania; † 22. Februar 2009 in Mailand) war ein italienischer Sportjournalist und Herausgeber der Gazzetta dello Sport.

## Leben
Cannavò begann im Alter von 19 Jahren als Sportjournalist für die Zeitung La Sicilia zu arbeiten. Von 1952 bis 1955 war er Präsident des Centro Universitario Sportivo di Catania, des Universitätssportvereins der Universität Catania. Im Jahr 1955 wurde er von der Gazzetta dello Sport eingestellt, für die er in den folgenden Jahren Sonderkorrespondent bei mehreren Fußball-Weltmeisterschaften, neun Olympischen Spielen und zahlreichen Ausgaben des Giro d’Italia war.
Im Jahr 1983 folgte Cannavò Gino Palumbo als Herausgeber der Gazzetta. In seiner Amtszeit, die 19 Jahre dauerte, konnte Cannavò die Position seiner Zeitung als eine der auflagenstärksten Italiens festigen, er gründete die Wochenzeitschrift Sportweek und veranlasste die Einrichtung einer Website. Während dieser Jahre war er immer noch als Kolumnist tätig.
Nach seinem Rücktritt als Herausgeber der Gazzetta dello Sport 2002 veröffentlichte Cannavò eine Autobiographie und drei Bücher, die sich mit den Umständen in italienischen Gefängnissen, mit der Situation von Behinderten und von Obdachlosen beschäftigen und bei Rizzoli erschienen.
Im Februar 2009 verstarb Cannavò in der Mailänder Klinik Santa Rita infolge einer Hirnblutung.

## Publikationen
- Una vita in rosa (Rizzoli, 2002)
- Libertà dietro le sbarre (Rizzoli, 2004)
- E li chiamano disabili (Rizzoli, 2005)
- Pretacci. Storie di uomini che portano il Vangelo sul marciapiede (Rizzoli, 2008)